# Musée du paysage
Le Musée du paysage (en russe : Музей Пейзажа) est un musée russe, consacré à la peinture de paysage en Russie et en URSS, établi dans la ville de Plios, Oblast d'Ivanovo qui est classée parmi les villes de l'Anneau d'or de Russie.Il fait partie du Musée-réserve de l'État d'histoire, d'architecture et de peinture de Plios.

## Histoire

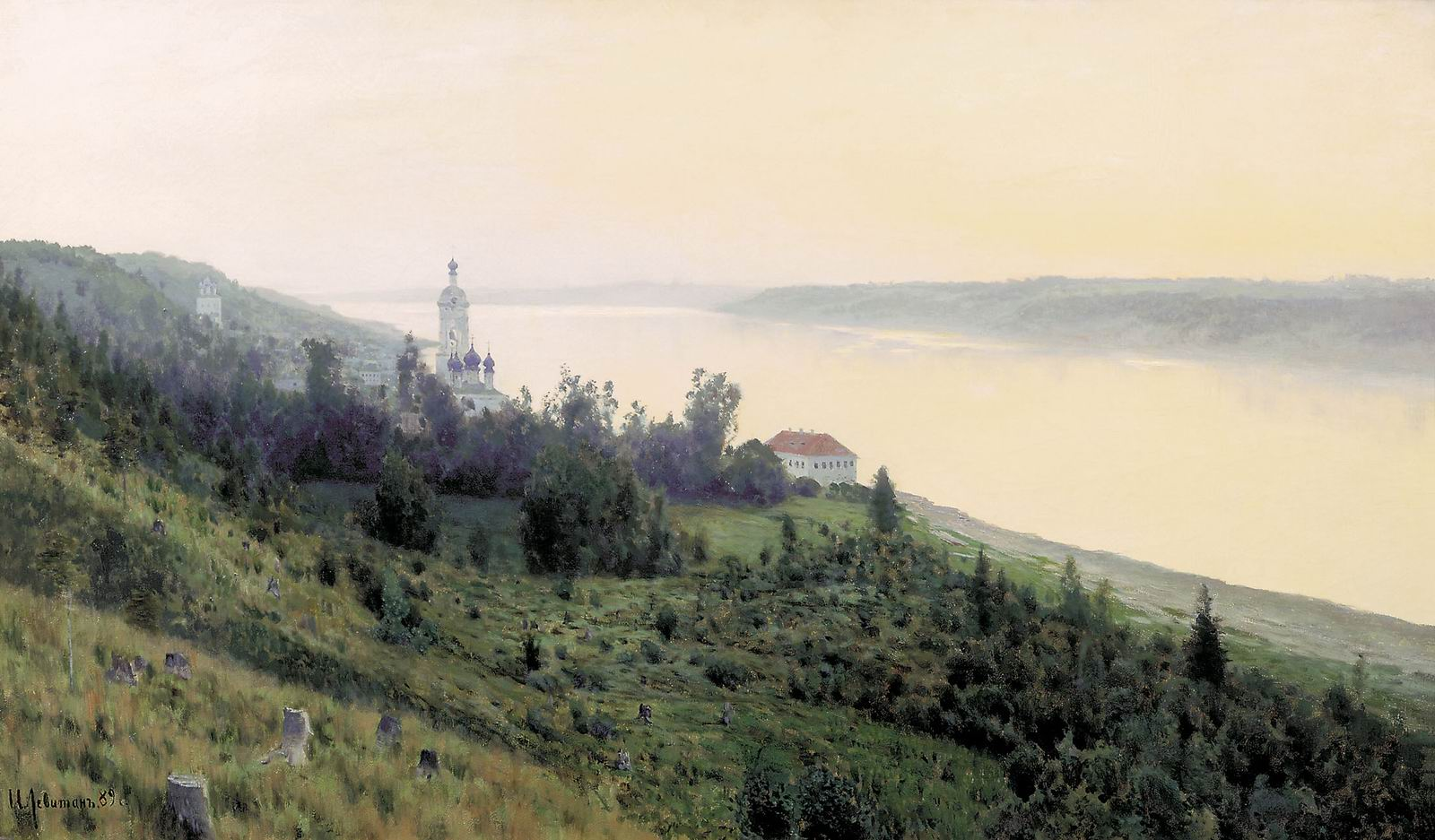
Le Soir. Plios doré Levitan 1889

Le musée s'est ouvert le 14 novembre 1997, dans l'ancienne maison des marchands Grochevi-Podgornovi construite au XVIIIe siècle. Cette maison apparaît en blanc, au centre, près du fleuve, sur le tableau d'Isaac Levitan intitulé Le Soir. Plios doré (1889). La réalisation du musée est une idée qui a fait l'évènement dans l'oblast d'Ivanovo du fait que l'on ne connaît que peu de musées consacrés seulement au paysage en Russie, alors que la peinture de paysage occupe une place importante dans la culture russe.
Le bâtiment dans lequel le musée est installé comprend deux niveaux. C'est l'oblast d'Ivanovo qui a soutenu les autorités locales pour créer ce musée. Plusieurs tableaux appartenaient déjà au fonds muséal de Plios. Le musée organise également des expositions de paysagistes contemporains de diverses régions de Russie,.
La Maison-musée Isaac Levitan, un autre musée, existait déjà à Plios depuis août 1972. Le peintre Levitan a souvent fréquenté la ville notamment avec sa compagne peintre Sofia Kouvchinnikova, durant les années 1880.

## Œuvres
Les œuvres exposées datent de la fin du XIXe début du XXe siècle. Les paysages datant des années 1950-1980 sont bien représentés. Parmi les peintres exposés on trouve des représentants des Ambulants, de l'Union des peintres russes, des impressionnistes russes, des amis d'Isaac Levitan , 
Peintres amis d'Isaac Levitan
- Constantin Maximov (ru) (1913-1994)
- K. N. Britova (К.Н. Бритова)
- Mikhaïl Kouprianov (ru) (1903-1991)
- Semyon Tchouikov (1902-1980)
- Nikolaï Krymov (1884-1958)
- Sergueï Vinogradov (1869-1938)
- Alexeï Korine (1865-1923)
- Vassili Bakcheïev(1862-1958)
- Piotr Petrovitchev (1874-1947)
- Stanislav Joukovski (1873-1944)
- Emmanuel Aladjalov (1862-1934)

Peintres de l'Union des peintres russes (1903)
- Vassili Perepliotchikov
- Nikolaï Klodt von Jürgensburg (1865-1918)
- Sergueï Svetoslavski
- Grigori Bobrovski (1873-1942 )
- Nikolaï Alexandrovitch Sergueïev (1855-1919)

Peintres ambulants
- Alekseï Savrassov
- Ivan Chichkine
- Alekseï Bogolioubov
- Vassili Polenov
- Aleksandre Kisseliov
- Nikolaï Yarochenko
- Nikolaï Doubovskoï
- I. N. Tvorojnikov ( И.Н. Творожников)

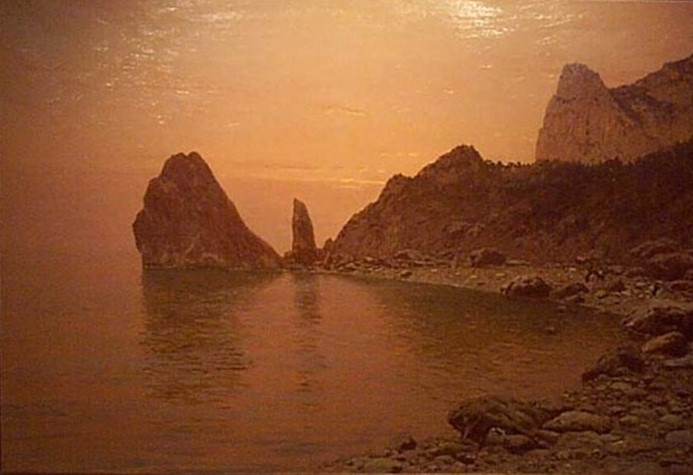
Nikolaï Doubovskoï, paysage marin (1897) au musée du paysage

- Alexandra Makovskaïa (1837-1915)